# Radio Portales de Santiago
Radio Portales de Santiago o Emisoras Diego Portales es una estación radial chilena ubicada en el 1180 kHz del dial AM en Santiago de Chile, señal en línea denominada Portales Digital, y desde el mes de septiembre en la 87.7 MHz, señal experimental en el dial FM de Santiago de Chile.
Fue creada por los empresarios palestinos Raúl Tarud Siwady y Abraham Hasbún Ananías y junto con Portales de Valparaíso inició sus transmisiones el 2 de junio de 1960. En la actualidad, sigue siendo una de las radios más emblemáticas de Chile, con gran cobertura a nivel nacional a través de emisoras asociadas y su programación consta de información, música y deportes.

## Historia

### Inicios
Luego de obtenida la concesión radial de Radio Portales de Talca y dado sus buenos resultados de audiencia, Abraham Hasbún Ananías y Raúl Tarud Siwady buscan extender los buenos resultados en Santiago. Dado que Hasbún poseía otros negocios en Talca, es Tarud, quien viaja a Santiago para obtener una concesión. Después de muchos intentos y trámites sin resultados, consiguió finalmente en el año 1959 y con apoyo nuevamente de su suegro Jorge Aravena Carrasco (Ministro de Salud en el período del presidente Carlos Ibáñez del Campo), una asignación en el CB-59, con 10 kW. de potencia, entre las radios Agricultura y La Reina.
Realizado su sueño de ser propietario de una radioemisora en la capital de Chile, Tarud se une con su hermano Arturo para formar la sociedad Emisoras Diego Portales, a la que ya se sumaba Abraham Hasbún, la poderosa familia Hirmas (propietaria de la empresa Algodones Hirmas) y otros amigos y familiares, entre los que figuran incluso el ingeniero Pedro del Campo Benavente, responsable de la construcción del equipo transmisor de 50 kW. El apoyo de la familia Hirmas se materializó en un aporte económico y el traspaso de radio Cristóbal Colón de Valparaíso, ubicado entonces en el CB-118, lo que permitió intercambiar frecuencias, el 1 de abril de 1960, dado los reclamos de las emisoras colindantes a CB-59.
Radio Portales de Santiago inició sus transmisiones el jueves 2 de junio de 1960 y fue inaugurada dos días más tarde con un discurso del locutor Jorge Agliati. Sus transmisiones experimentales comenzaron el 26 de abril de 1960. La idea original era comenzar a transmitir oficialmente al día siguiente, pero un temporal de viento y lluvia inundó la planta transmisora. Esta y sus antenas se ubicaron en la comuna de Conchalí y sus estudios iniciales se emplazaron en el décimo piso de calle Agustinas 1022, en pleno centro de Santiago.
El objetivo de sus ejecutivos era crear una radioemisora objetiva, que sirviera a sus auditores, políticamente autónoma, sin estridencias ni sensacionalismos, al igual que su predecesora de Talca.
Luego, fue contratado el periodista Raúl González Alfaro, quien innovó el estilo periodístico radial al incluir en medio de los textos informativos las voces grabadas de los protagonistas de las noticias ("cuñas"), para lo que se importaron grabadoras de carrete manual. Este hecho también marcó un hito en la radiodifusión chilena. Por otro lado, sus programas informativos marcaron diferencia de los otros por su agilidad y por buscar entregar la información más concisa, sin grandes preámbulos. El 20 de febrero de 1963 fue emitido un capítulo del programa periodístico La revista de la noche —auspiciado por Plásticos Nacionales S.A.— en el cual se emitieron comentarios favorables a la postura boliviana en el conflicto territorial con Chile; aquello le valió a la emisora una querella por parte del gobierno invocando la Ley de Seguridad Interior del Estado, la suspensión de sus transmisiones durante 6 días —del 26 de febrero al 4 de marzo— y la detención de Raúl González Alfaro y Phidias Acevedo.
En esta década, Radio Portales se convirtió rápidamente en una de las emisoras más escuchadas del país, con una variada programación que incluía radioteatros, como Lo que cuenta el Viento y El Espejito, y, entre otros, la popular Bandita de Firulete, con Jorge Romero, así como grandes concursos radiales como La Gallina de los Huevos de Oro, del locutor y publicista Rodolfo Varela Herrera.
En su auditorium con capacidad para 180 personas, desfilaron además los grandes artistas que daban vida al fenómeno musical de la Nueva Ola. El exdirector artístico de la radio, Camilo Fernández, es reconocido hasta hoy como el impulsor de ese movimiento musical que ha trascendido por décadas. Su afamado director musical, el británico Roberto Inglez, también marcó pauta en ese sentido. El Calducho, El Show de la Nueva Ola y El Show Continuado de Portales, fueron programas artísticos que tuvieron este esquema de programa en auditorio. 
Existe un registro histórico de El show de la Nueva Ola, en formato CD, bajo el sello CNR Chile. También existe un registro en YouTube del grupo The Strangers en El show continuado de Portales.

### 1970-1979
Radio Portales intentó mantenerse objetiva y sin inclinaciones políticas, aunque el país vivía una polarización cada vez más violenta. Raúl Tarud, como director, sufrió fuertes presiones políticas y económicas en el manejo de la emisora .
Uno de los momentos más complejos fue sin duda la elección presidencial de 1970 que ganó el socialista Salvador Allende. Una vez obtenidos los cómputos, el sector opositor al candidato electo generó presiones hasta el último minuto para alterar los resultados. En la emisora, algunos integrantes del programa político La gran encuesta, incluso se resistieron a entrevistar a Allende. Ese acontecimiento fue solo el inicio de un período lleno de presiones partidistas de izquierda y derecha.
La pluralidad de la radio se perdió cuando la familia Hirmas no tuvo más alternativa que vender sus acciones al Partido Socialista de Chile y al presidente Allende, a muy bajo valor. A partir de entonces, se fuerza a la radio a tomar una línea de apoyo al gobierno de la Unidad Popular y finalmente termina siendo una de las 14 emisoras que integraban la red "La Voz de la Patria".
Portales sufre las consecuencias del golpe de Estado de 1973 encabezado por el general Augusto Pinochet contra el Presidente Salvador Allende: su antena transmisora fue bombardeada por aviones del grupo 7 de la FACH que habían salido desde Concepción ,  sus estudios allanados y arrestados quienes se encontraban en él, los que fueron llevados a las dependencias del Banco del Estado, como lugar de detención.
Raúl Tarud había dejado el país días después del paro de octubre de 1972, llamado Paro de los Camioneros, debido a lo insostenible que se hacía la situación dentro de la radioemisora. Vendió todas su pertenencias, pero retuvo cerca del 13% de las acciones de Radio Portales. Pasado un año del golpe, Tarud regresó a Chile después de averiguar con altos militares que no existía ninguna acusación en su contra y retomó a la dirección de la emisora, en la que permanecería hasta octubre de 1984.
Normalizada la actividad en el país, Radio Portales mantuvo una postura levemente crítica a la dictadura militar, aunque más de una vez fue censurada. A pesar de las dificultades, la radio continuó siendo primera sintonía en el país.

### 1980-1989
En 1976, Radio Portales adquirió Radio Bulnes (CB-89 AM/890 kHz, luego CB-88 AM/880 kHz en 1980), por lo que enfrentaría la nueva década con dos emisoras en AM, más Radio Carolina en FM y dos señales en onda corta, en 31 y 49 metros. Radio Bulnes terminó sus transmisiones el 31 de octubre de 1980 y el 1 de junio de 1981 debutó Radio Alondra, que en septiembre de 1985 se transformó en Radio Corporación. Finalmente se formó el Núcleo de Emisoras Portales, integrado por las radios de Santiago (Portales AM, Alondra AM y Carolina FM), Valparaíso (Portales AM) y Viña del Mar (Carolina FM).
Con esta configuración, el directorio aprueba modernizar sus estudios, lo que se materializa en un edificio de tres pisos en Avda. Ejército Libertador 136, Santiago, en agosto de 1980 y reubica su planta transmisora en el Sector Norte de Santiago, hoy comuna de Huechuraba en un previo ubicado en sector de Santa Marta de Huechuraba, hasta el año 2007, iniciando sus transmisiones en formato AM Stereo en octubre de 1986.
A pesar de los avances técnicos propiciados por la emisora, el clima político cambió la forma de hacer radio, polarizando sus contenidos a favor o en contra del gobierno de Pinochet. Como consecuencia, Radio Portales perdería su condición de primera sintonía desplazada en diciembre de 1985 por Radio Cooperativa, que encabezó los signos de resistencia a la dictadura militar.
La familia Tarud-Siwady tras casi 24 años, vuelve a sufrir presiones políticas. En octubre de 1984, un hecho particular generaría el quiebre definitivo: Raúl Tarud consigue una primicia noticiosa asociada a conflictos entre el ministro del Interior, Sergio Onofre Jarpa y el de Justicia, Hugo Rosende (período denominado Primavera de Jarpa, donde se produciría el inicio del retorno de exiliados a Chile), que condujo a la salida de Jarpa. Esa primicia es filtrada por Tarud al Departamento de Prensa de la radio.
Esta exclusiva lanzada por una radioemisora controlada por la dictadura militar, fue la excusa perfecta para obligar a Tarud a renunciar a su cargo de director-gerente de Radio Portales de Santiago, que junto con Portales de Valparaíso, Alondra de Santiago, Carolina de Santiago y Carolina de Viña del Mar, quedaron entonces controladas en un 100% por un grupo cercano a la Unión Demócrata Independiente (UDI), encabezado por el exministro del Trabajo de Pinochet Vasco Costa Ramírez, como presidente; el empresario Juan Eduardo Ibáñez Walker, como vicepresidente; el exsubdirector de la Dirección Nacional de Comunicación Social (Dinacos) y expresidente del Frente Juvenil de Unidad Nacional (FJUN), Ignacio Astete Álvarez, de director ejecutivo y Herman Chadwick Piñera. Esta administración, si bien se centró más en proyectos en AM, utilizó la emisora para combatir la resistencia a Pinochet, provocando su derechización; se produjo así una especie de trueque político con Radio Cooperativa, que al inicio de la dictadura apoyaba a Pinochet pero con el tiempo pasó a ser el principal medio de comunicación de la oposición, mientras que Portales, de ser partidaria del gobierno de Salvador Allende, se transformó en una de las emisoras que apoyaban a Augusto Pinochet (junto con Agricultura, Minería, Cien y las entonces estatales Nacional de Chile y Colo Colo).
Entre el 1 y el 6 de abril de 1987, Radio Portales, junto con las radios Agricultura, Minería y Nacional, se unieron para llevar a todo Chile, la cobertura de la visita de Juan Pablo II, bajo el eslogan La Radio: Junto al Papa de la Paz.

### 1990-1999
A comienzos de la década, se produjeron divisiones dentro de Radio Portales, que desembocaron en una huelga de trabajadores de la emisora entre 1991 y 1992 como respuesta a las condiciones de negociación colectiva que intentaron imponer sus directivos de entonces: Ignacio Astete Álvarez y Juan Eduardo Ibáñez Walker.
Esto produjo un verdadero quiebre entre los estamentos de la radio debido a que entre los pocos que no apoyó la huelga estaba el locutor Guillermo Parada, en ese entonces presidente del Sindicato de Locutores de Chile, uno de los escasos sindicatos multiempresa existentes en Chile en esos años. El que era entonces el líder de los locutores, no apoyara a sus pares en su emisora y el que la huelga se alargara más de lo que directivos y los mismos huelguistas habían calculado que generó heridas difíciles de recomponer.
La primera medida una vez superado el conflicto fue sacar el programa nocturno Saludando la Noche -la que tuvo un efecto contrario al esperado-, quizás como represalia contra Patricio Varela, reemplazándolo por Ignacio Bustamante, un locutor y vendedor de productos naturistas, que temporalmente ocupó el espacio durante la huelga y que luego partió a otras radioemisoras, falleciendo en 1997. Patricio Varela siguió como locutor de Buenos Días Chile con Portales, junto a Gerardo Jorquera y actuando en La Bandita de Firulete. Tiempo después, Patricio Varela se va a Radio Minería en 1997, en 1999 se fue a Radio Nacional y volvería definitivamente a Radio Portales en 2001, ya no como animador sino como locutor de los noticieros Buenos Días Chile con Portales y La Revista de Portales y como arrendatario del espacio entre 22.00 y 00.00 horas, en el cual reeditó su programa pero con el nombre de Saludando las Estrellas hasta enero de 2007. Se finiquitó a casi la mitad de los funcionarios de la radio y otros fueron trasladados a la radio Portales de Valparaíso, según relató el profesor de castellano Jaime Campusano, en el programa especial dedicado a los 50 años de la emisora del día 6 de junio de 2010.
En 1997 se dividió el Núcleo de Emisoras Portales y Portales de Santiago, Portales de Valparaíso, Corporación de Santiago, Carolina de Santiago y Carolina de Viña del Mar, se constituyeron en empresas independientes.
En febrero de 1994 regresó el fallecido exfutbolista Eduardo Guillermo Bonvallet (que ya había estado en 1989) como uno de los principales comentaristas del programa deportivo Estadio en Portales, junto a un equipo conformado por los comentaristas Roberto Enrique Vallejos (director general del programa), José Antonio "Toño" Prieto, el exárbitro Jorge Massardo y Andrés Sergio Rillón, Eduardo Butto "Buttomático" (estadísticas), los reporteros Carlos Vidal, Oscar "Cacho" Hormazábal, Hernán Hernández y Rodolfo Larraín, los locutores comerciales Osvaldo Luchsinger y Cristián de la Vega, entre otros, transformándose en un verdadero fenómeno de sintonía, junto a los relatos de Sebastián "Tatán" Luchsinger y Ricardo Lorca. A finales de 1995, Bonvallet se fue a Radio Nacional de Chile para dirigir y conducir el programa deportivo Más Deporte a partir de 1996, llevándose una parte del equipo de Estadio....
Poco a poco, muchas de sus voces abandonarían Radio Portales por mejores ofertas de otras emisoras o por desvinculaciones: Ricardo Calderón (se fue a Radio Nacional de Chile en junio de 1992 para conducir el programa matinal En el Aire... con Ricardo Calderón que pasó a Radio Nuevo Mundo en 1993 y se iriía a vivir a Miami, Florida, EE. UU. en 1994 por unas deudas), Luis Hernández (se fue a leer noticias en Radio Chilena y ser la voz comercial de La Chispa del Deporte en esa emisora y más tarde pasó a Al Aire Libre en Cooperativa en 1999), Osvaldo Luchsinger (actualmente en Bío-Bío Deportes, que continuó como locutor comercial de Estadio en Portales hasta 1999), Patricio Varela, Guillermo Parada Ortúzar y Justus Liebig Vega, voz institucional de Radio Carolina. Esta sangría dejó a la emisora en desventaja ante la reñida competencia de otras radios como Cooperativa, Minería, Colo Colo, Chilena y otras emisoras.
En mayo de 1997, las radios Portales y Corporación de Santiago fueron adquiridas por la agrupación religiosa Misión Poder Pentecostal, encabezada por el pastor Fernando Chaparro Soto, que las mantiene hasta julio de 2009. Corporación deja de ser una radio laica para transmitir programación religiosa, las 24 horas del día, y Portales también emite programas 100% evangélicos, entre la medianoche hasta las seis de la mañana.
Bajo esta administración, en noviembre de 1997 se produce una reestructuración en Radio Portales de Santiago; con el objetivo de mejorar la audiencia, trae de vuelta a Guillermo Parada como conductor del noticiero matinal Buenos Días Chile con Portales para acompañar a Gerardo Jorquera y se incorporaron las voces de Leo Caprile y el humorista Marco "Charola" Pizarro para la conducción de Portaleando la Mañana.
Sin embargo, la fórmula no prosperaría y Radio Portales de Santiago entraría en momentos complicados que la llevan incluso a cerrar su Departamento de Prensa por un breve periodo en 2000.

### Años 2000
A inicios de 2000, las radios Portales de Santiago y Portales de Valparaíso, mantenían un vínculo con Radio Corporación, solo en la red informativa Unidos para Unir a Chile, en la que compartían las emisiones de los noticieros y el programa deportivo Estadio en Portales.
Radio Portales de Santiago mantiene en su parrilla una serie de programas religiosos y de medicina alternativa, provocando cierto rechazo, que, sin embargo, no le impidió reabrir su Departamento de Prensa en abril de 2000, bajo la dirección de la periodista Graciela Contreras González. En 2002 Radio Portales se mudó a sus nuevos estudios ubicados en calle Fanor Velasco 11, Santiago de Chile.
El 7 de marzo de 2005 regresó el fallecido periodista Germán Gamonal, quien ya había estado en esta emisora entre el 3 de agosto y el 30 de diciembre de 1998, con su programa La Crónica Política, a las 08:00 y a las 13:30 horas.
A fines de 2004, el director y comentarista de Estadio en Portales el periodista Roberto Enrique Vallejos (que pasaría a Bío-Bío deportes en febrero de 2006), dejó Radio Portales por una oferta de Radio Chilena para trabajar en La Chispa del Deporte junto a Vladimiro Mimica, Fernando Solabarrieta, Patricio Yáñez, Héctor Vega Onesime, Luka Tudor e Ignacio Eguiguren y en enero de 2005, el programa dejó de salir al aire y fue sustituido por el programa polideportivo Hola Deportes Carozzi, dirigido y conducido por el periodista Juan Antonio Belmar Monares, quien reclutó a quienes habían trabajado en Estadio... como los comentaristas Pedro Pavlovic, Juan Manuel Ramírez, Marco Sotomayor, Jorge Massardo, Carlos Jimeno Silva y Fernando Sepúlveda y los relatores Juan Ramón Cid "JR" y Juan Hernán Antivil. En marzo de 2007 se llegó a un acuerdo con Radio Universidad de Chile, por lo que el programa de las 13:45 horas, realizado desde el Hotel NH Ciudad de Santiago, pasó a emitirse por las dos señales.
El lunes 16 de junio de 2008, se incorporó a Radio Portales el destacado periodista y relator deportivo chileno Carlos Alberto Bravo, conocido por haber trabajado en los programas Acción Deportiva (Radio Bulnes), La Chispa del Deporte (Radio Chilena) y Deporte Total (Radio Minería), quien reestructuró dicha área bajo su dirección, volviendo con el nombre original de Estadio en Portales, en reemplazo del programa polideportivo Hola Deportes Carozzi, que continuó en Radio Universidad de Chile. Estaban en el equipo inicial: Marco Sotomayor (discípulo de Eduardo Bonvallet, que pasaría a Bío-Bío Deportes en enero de 2013), Manuel de Tezanos, Rodrigo Herrera, Fernando Tapia, César Osvaldo Carreño y Juan Camilo Carrasco (comentaristas), Cristián Luengo (locutor comercial) y Waldo Ahumada León (productor general).
En agosto de 2009, Radio Portales de Santiago fue adquirida por el empresario Waldo Ahumada León, quien participaba como productor general de Estadio en Portales.

### 2010-presente
Hasta septiembre de 2009, Radio Portales contaba en teoría con una cobertura que abarcaba desde la región de Coquimbo a La Araucanía, transmitiendo con una potencia de 50 kW. Sin embargo, dos hechos desafortunados generaron problemas en la calidad: Un robo en las instalaciones de su planta de transmisión ocurrido en Pudahuel, la madrugada del jueves 1 de octubre de 2009 y, luego, el terremoto del 27 de febrero de 2010.
Radio Portales, en marzo de 2010, transmitía desde el sector norponiente de Santiago (Ruta 68, km. 22), con una antena de 66 m y un equipo de 8 kW. Su Departamento de Prensa lo constituía un equipo de 10 profesionales, más otros colaboradores en Chile y el mundo, realizando de lunes a viernes, dos ediciones de La revista de Portales (de 7:00 a 8:00 y de 13:00 a 13:30), tres resúmenes informativos (12:00, 20:00, 00:00) y varios informes horarios. A este se suma el equipo de Estadio, conformado por cerca de 6 profesionales. También contaba con un equipo de locutores, además de personal técnico y administrativo.
A nivel de programación, Radio Portales continuaba realizando modificaciones en su parrilla, siempre en búsqueda de entregar mejores programas a sus auditores. Algunos programas fueron: Hablemos de Fútbol y algo más... con Carlos Alberto Bravo, Chile, Latinoamérica y su música (hasta septiembre de 2010), La Cueca y algo más... con Iván Hernández y Iván Vidal, La Crónica Política de Germán Gamonal (hasta el 29 de octubre de 2010, retornando el 14 de marzo de 2011), Al día en Portales con Carlos Bencini, Portaleando la mañana con Juan Miguel Sepúlveda, Estadio en Portales, que se realizó en conjunto con el portal TerraTV -www.terra.cl- hasta fines de septiembre de 2010, Recordando con Alodia Corral y Por fin es Sábado con Javier Valencia Jara.
Radio Portales silenció sus transmisiones entre el 1 de enero y finales de febrero de 2011 con el fin de instalar la nueva planta en el sector Santiago Sur, hacia Lonquén, con un moderno transmisor de 24 kW y una nueva antena de 130 metros, lo que permite una cobertura geográfica real desde la Región de Coquimbo a la Región del Maule. El lunes 14 de marzo de 2011, las transmisiones vuelven a la normalidad. Se destaca en ese retorno la incorporación de las presentaciones de las distintas emisiones como La Revista..., hecha por el locutor Rodolfo Herrera y el regreso de La Crónica Política, con el periodista Germán Gamonal, además de mantenerse, entre otros, los programas Estadio..., Recordando y las dos ediciones de La revista de Portales, de las 07:00 y 13:00. El 2 de mayo de 2011 retornó el programa matinal Portaleando la Mañana, esta vez conducido por Juan La Rivera, mientras que Al día en Portales, es reemplazado por una edición matinal de Estadio en Portales. A partir de este reinicio, Radio Portales adopta un nuevo eslogan: Radio Portales, en tu corazón... La primera de Chile.
El 2 de enero de 2014, Radio Portales actualizó su parrilla programática, disminuyendo el horario de La Revista en su edición matinal a sólo 30 minutos; se incorpora el programa dedicado a la Iglesia católica, Espigas Bíblicas, conducido por el Padre Eliseo Órdenes, emitido de 8:00 a 9:00 horas, y se deja de transmitir el Portaleando la mañana, con Carlos Sapag, quien asumió un nuevo horario, de 15:30 a 17:00 horas, con Portaleando la Tarde.
El año 2015 no fue un año fácil para Radio Portales debido a la desaceleración económica del país. Sin embargo, hay momentos positivos, como el haber logrado implementar sonido digital desde los estadios para el programa deportivo Estadio en Portales; se renueva el estilo de su sitio web, que pasa a ser compatible con dispositivos móviles. En el aspecto profesional, se produce el retiro de dos figuras emblemáticas: Gerardo Jorquera Ibarra y Alodia Corral.
Para el inicio de 2016, se retiró por problemas de salud, el periodista político Germán Gamonal y su espacio La Crónica Política. En este mismo período, comenzaron los rumores de la venta de Radio Portales al empresario radial Omar Gárate Gamboa. Ante la pasividad de la gerencia y los dueños de la emisora, Gárate aparece en varios medios (Emol, 24 Horas, La Cuarta) declarando que a contar del 1 de abril se haría cargo de la radio, y que cambiaría la forma de hacer radio para acercarla a la gente y convertirla en la primera en sintonía en AM. Sin embargo, la gerencia de Portales, vía Twitter y su página web, desmientieron la información acerca de su venta.
A pesar de esto, los problemas económicos fueron reales y siguieron los intentos de Omar Gárate de hacerse de Radio Portales, cambiando la figura de "venta" a un arriendo por dos años, y luego a un arriendo del bloque matinal (de 07:00 a 13:00). Sin embargo, ninguna de las ofertas de Gárate satisficieron a Waldo Ahumada, por lo que las tratativas fueron finalmente anuladas.
El 1 de julio de 2025 los ejecutivos de Radio Portales concurrieron a la Subsecretaría de Telecomunicaciones (Subtel), donde recibieron en carácter de experimental la asignación del 87.7 FM de Santiago, aprovechando las frecuencias que quedaron disponibles tras el fin de la televisión analógica ocurrido el año 2024, por un plazo máximo de seis meses con posibilidad de renovación del permiso, para así ver la posibilidad de extender a futuro la actual banda de frecuencia modulada. Deberá estar al aire en un período máximo de dos meses contados desde la subscripción del acuerdo, donde una vez en transmisiones no podrán pasar publicidad, pero si emitir su clásica programación diaria.

### Radio Portales Señal Digital (1 de noviembre de 2017-presente)
Debido a restricciones comerciales por bloques horarios arrendados a programas de producción externa a la radio, el 1 de noviembre de 2017, se dio inicio a la señal alternativa de Radio Portales, conocida en sus inicios como Señal 2 o La 2 de Portales, hoy Portales Digital. Su eslogan es En Internet... ¡También somos la primera de Chile!.
Esta nueva señal mantiene el estilo tradicional y misceláneo de la radio, sumándole programación en vivo. Se comparten bloques horarios con la señal nacional en AM, como las dos ediciones de La Revista de Portales, Deporte de Reyes, Estadio en Portales y Fútbol y algo más, agregando programación adicional: una tercera edición de La Revista... en el bloque vespertino, una edición adicional de Estadio... en el bloque matinal, los retornos del Portaleando la Mañana, con Leo Mora, y el Portaleando la Tarde, con Emilio Freixas; y programas nuevos como Revolución Portales (con Marcelo Suárez y Anselmo Rojas), Música sin fronteras (con Rodrigo Jara), Sólo Basket (con Juan Rafael Maldonado), Mediodía en Portales (con Juan Pedro Hidalgo) y Frecuencia Ochentera (con Iván Hernández).
Adicionalmente, la Señal Digital es la encargada de la producción de todas las transmisiones de exterior (sean deportivas, culturales o de actualidad) realizados por la radio, tanto los que se emiten por la señal CB-118, como aquellos que por restricciones comerciales o de horario, solo son transmitidos por la señal Digital.
Si bien otras radios (y la misma Radio Portales, en su tiempo) han hecho uso de la tecnología para crear señales paralelas a su señal de aire, esta nueva señal funciona las 24 horas del día, los 365 días del año. Cuenta con estudios propios, lo que le permite producir su propio contenido y, además, posee su propia línea editorial.

### Portales Digital TV (agosto 2019-presente)
Adicionalmente a la señal Digital, en la quincena de agosto de 2019 se dio el lanzamiento a Portales Digital TV, plataforma de TV en línea que no solo retransmite los contenidos de la Señal Digital de Portales, agregando el soporte en video, sino que también emite contenido propio. Su codificación base es X264, en formato 720p a 30 fotogramas por segundo (fps). El audio está codificado en formato AAC a 96Kbps monoaural, para todos los tamaños de video.

## Programas históricos
Muchos de los programas de Radio Portales se convirtieron en su momento en referentes para la radiodifusión chilena. Algunos de ellos se mantienen hasta hoy.

### Noticieros
- Buenos Días Chile con Portales.

El primer informativo del día iba de lunes a viernes de 06:00 a 08:30 a. m. En Santiago continuaba su bloque noticioso hasta las 08:30 a.{m., en cambio en regiones, se desconectaban de la señal de Santiago, ocupando ese bloque de 08:20 a 08:30 por La Revista de la Mañana Regional. Posteriormente, se homologaron los nombres Buenas Tardes Chile con Portales, Buenas Noches Chile con Portales y Buenos Días Domingo con Portales, para sus programas informativos de mediodía, vespertino y matutino dominical. Se tiene antecedentes de que sus inicios parten en Radio Portales de Talca, cerca de 1957. Su nombre se inspiró en el noticiero Buenos Días América, de radio VOA.
Su formato constaba de un periodista marcando la continuidad del programa (ya fuera el Jefe de Prensa o el Editor de turno responsable), la lectura de noticias con dos locutores, despachos de los periodistas en terreno, apoyo de grabaciones con declaraciones de los protagonistas de la noticia. Además, había un contacto directo con Radio Portales de Valparaíso que se iniciaba con el sonido de un buque, también la crónica policial iniciada con el sonido de una sirena de patrulla policial, la lectura de los diarios se iniciaba con el sonido de un voceador de titulares; la señal horaria era marcada en directo por uno de los dos locutores, con el sonido de un reloj análogo de fondo.
En 1983 hubo un espacio de comentarios políticos llamado El Parlamento en Portales, que contó con la participación de Jaime Guzmán, Francisco Bulnes Ripamonti, Enrique Krauss, Juan Luis Ossa, Raúl Rettig, Sergio Fernández Larraín, el padre Raúl Hasbún, Raúl Lecaros Zegers, Mario Papi, Fernando Léniz, Andrés Chadwick, Gutenberg Martínez, Arturo Venegas Gutiérrez, Juan Carlos Méndez González, Carlos Alberto Cruz Claro, los periodistas Nelson Bustos y Vicente Pérez Zurita, Ignacio Astete, el abogado Luis Ortiz Quiroga, Luis Cordero Barrera, Ernesto Illanes, Luis Bossay Leiva y Arturo Alessandri Besa.
- La Revista de Portales.

El formato del Buenos Días Chile con Portales, daría paso a La Revista de Portales, que es su informativo más emblemático. Su característica principal era el no otorgar más de tres minutos a cada noticia y no realizar extensas entrevistas en estudio. Durante la dictadura militar, era el noticiero más escuchado de Chile hasta diciembre de 1985 cuando fue desplazado por El Diario de Cooperativa, emisora que pasó a encabezar la resistencia y también la sintonía.

### Entretención
- El Show Continuado de Portales

Emitido desde 1960 hasta 1970 en el horario entre las 19:30 y 21:00 (luego extendiéndose hasta las 21:30), fue un programa misceláneo donde se presentaban en vivo números musicales y humorísticos (tanto intérpretes fijos como invitados nacionales y extranjeros) en conjunto con concursos, teniendo como competencia directa a El Show Efervescente Yastá de Radio Corporación. A partir de 1962, la edición sabatina del programa pasó a tener el subtítulo de El Show de la Nueva Ola. Entre los números presentados en marzo de 1969 aparecían Arturo Gatica, Marcelo Hernández, Los Angeles Negros, Jorge Romero (Firulete) y Eduardo de Calixto con "Quién tiene la razón?".
- Portaleando la Mañana.

Iniciado cerca de 1968, fue ideado por el entonces director artístico de la radio Antonio Castillo; su primer conductor fue el locutor Julián Aldea Barrientos. La etapa más exitosa de este programa fue aquella entre mediados de 1976 y junio de 1988, conducido por Julio Videla en Santiago, y por Ramón "Moncho" Silva en Valparaíso. Videla era acompañado por tres personajes: El Pato, La Guagua y Lupito. Los dos primeros correspondían a efectos de sonido extraídos desde vinilos musicales, Lupito en cambio, era la misma voz de Videla, grabada a baja velocidad y reproducida en velocidad normal, dando como resultado la voz de un niño.
Tal era el poderío de Radio Portales que cuando en abril de 1988 Julio Videla llegó a Canal 11 Universidad de Chile Televisión (hoy CHV) para conducir el programa de mediodía Cordialmente, que coincidía con el último bloque de Portaleando..., grababa el día anterior la primera hora de su espacio televisivo para continuar animando en directo su programa radial. Hoy, eso sería impensado.
Posteriormente, a fines de los '80 e inicios de los '90, Portales en Santiago recuperaría el primer lugar de sintonía en gran medida gracias a este programa, que era conducido y producido por el destacado locutor Ricardo Calderón Solar, en compañía de los humoristas Álvaro Salas, Mauricio Flores, Gigi Martin, Paulo Iglesias y Pancho del Sur, el periodista Mario Antonio Gutiérrez, el ex Subcomisario de Investigaciones José Miguel Vallejo Knockaert, el exprefecto de Investigaciones Pantzeska Zuloaga y el conductor del Portaleando... en Valparaíso, el locutor y profesor de Educación Básica Luis Enrique Calquín Hevia. Este renovado Portaleando la Mañana, nació de la necesidad de hacerle frente a las salidas de Julio Videla y Moncho Silva a Radio Gigante (CB-60 AM, 600 kHz, propiedad de Don Francisco, Javier Miranda y Enrique González Vergara) en julio de 1988 y que asomaba como la gran competencia para Portales y Cooperativa.
Años después, el locutor y músico Moncho Silva (tras un paso por las extintas radios Gigante AM y Viva FM) se haría cargo en dos etapas del programa en Santiago (marzo 1993-noviembre 1997, marzo 2005-septiembre 2009), durante este último período de Silva, lo más destacado era el enlace que realizaban con Radio Portales de Valparaíso, a cargo del locutor Claudio Gómez Díaz (actualmente en Radio Festival de Viña del Mar). Sección en el cual, el periodista Mario Solís Cid demostraba su mayor versatilidad, aportando con humor y la realización de una serie de personajes, siendo el más recordado, la secretaria "Margarita Palma". Después de finalizar el último programa de Moncho Silva del día 28 de agosto de 2009, Silva fue reemplazado por el locutor profesional, actor, periodista y profesor de castellano Carlos Bencini Jouvhomme, el lunes 31 de agosto de ese año y el lunes 30 de agosto de 2010, Bencini dio paso al locutor Juan Miguel Sepúlveda en la conducción, que a su vez, fue sucedido por Juan La Rivera el 2 de mayo de 2011.
La secuencia cronológica de conductores de Portaleando la Mañana en Santiago, desde sus inicios al año 2015 es: Julián Aldea - Julio Videla (por 12 años) - Ricardo Calderón - Patricio Orlando Varela (hijo de Patricio Varela) - Ramón "Moncho" Silva - Leo Caprile y Marco "Charola" Pizarro - Leo Guerrero - Nelson Céspedes - Osvaldo Luchsinger - Ramón "Moncho" Silva - Carlos Bencini - Juan Miguel Sepúlveda - Juan La Rivera - Andrés Huerta - Alejandro "Pirulo" Chávez - Carlos Sapag - Claudio Quijada - Ivonne Ahumada Marín - Leonardo Mora.
Con el lanzamiento de Portales Digital en noviembre de 2017 se revivió el programa -esta vez conducido por Leonardo Mora- entre las 08:00 y las 12:00.
- Portaleando la Tarde (1983-2007, 2014, 2017-presente)

Ricardo Calderón, que se hizo más conocido por animar la primera temporada del programa ¿Cuánto vale el show? (Teleonce, hoy CHV) en 1980, fue el conductor original del programa desde 1983, trasladándose en mayo de 1988 a Portaleando la mañana, reemplazando a Julio Videla. También fue conducido por los locutores Osvaldo Luchsinger y Milena Glasinovic entre 1988 y 1997 y por Moncho Silva entre ese año y 1998.
En marzo de 2014, el programa vuelve a ser transmitido, a cargo de Carlos Sapag, que dejó Portaleando la mañana y se quedó con el espacio que va de 15:30 a 17:00 horas. Aunque luego fue nuevamente suspendido, para darle paso a programas pagados.
Con el lanzamiento de Portales Digital, se revivió el segmento -conducido en su inicio por Cristián Tejo, y actualmente por Emilio Freixas y Anselmo Rojas- entre las 16:00 y las 18:30.
- Saludando la Noche/Saludando las Estrellas (1968-1997, 2001-2007)

Era un programa de conversación nocturno conducido por el destacado locutor Patricio Varela Silva -cuyo verdadero nombre era Orlando Román Varela Silva-, donde se discutían diferentes temas, con invitados en el estudio. Cada día de la semana se tocaba un tema particular, como la Medicina Natural o el Fenómeno Ovni. Este programa por años fue transmitido en conjunto por ambas Portales. La autoridad de Patricio Varela en estos temas lo llevó a encargarse de una sección especial en el programa Sábados gigantes de Canal 13, en los años '80. Este programa fue uno de los clásicos de la emisora: estuvo por casi 37 años en el aire.

### Radioteatros
Durante la década de los años '60 hasta mediados de los '90, Radio Portales dio gran importancia al género del radioteatro, convirtiéndose en algún período en La radio del radioteatro. Desde 2020 y producto de la pandemia de COVID-19, éstos fueron revividos por Portales Digital, primero como un segmento de Portaleando la Noche conducido por Carlos Sapag y luego como un programa propio todos los viernes a las 20:00 horas.
- El siniestro Doctor Mortis

Quizá el radioteatro de mayor trascendencia en la radiodifusión chilena, realizado por Juan Marino desde 1945, fue emitido por varias radioemisoras a lo largo de Chile, recalando en la Portales entre 1971 y noviembre de 1982, cuando finalizó.
- La Bandita de Firulete

Era un radioteatro humorístico, que surgió desde otro programa similar, La caravana del buen humor, dirigido entonces por Alejandro Gálmez. Cuando Gálmez fallece, el mismo elenco continuó con el bloque humorístico, bajo la dirección de Jorge Romero "Firulete", por lo que el nuevo programa toma el nombre de La Bandita de Firulete. Participaban, además de Romero, el locutor Patricio Varela, quien hacía, entre otros, el personaje Doña Santa; el actor cómico Gilberto Guzmán, con sus personajes El Fatiga, Alfonsito y El Huaso Clorindo, las locutoras Violeta Gálvez Droguett (más conocida como Violeta Galdró) y Milena Glasinovic y Héctor Santelices. Presentación: Alejandro Ramírez Reeves. Fue el último de los radioteatros clásicos en Chile, emitiéndose diariamente (excepto domingos y festivos) hasta marzo de 1997.
- Lo que Cuenta el Viento

Era otro radioteatro donde se narraban historias basadas en aportes de los auditores y que tenían mayormente temáticas sobre leyendas del campo de Chile. Se recuerdan especialmente aquellas historias relacionadas con el Diablo. Fue escrito y dirigido por Christie Brandt (Lucía García). Contó, entre otros, con las voces de Lorenz Young (locutor de Radio El Conquistador), Victoria Duval, Alberto Valdés, Ruth García, Manuel Prieto, Alexis Quiroz. Narrador: Alfredo Rojas. Ambientación y Sonomontaje: Carlos Sánchez. Presentación: Alejandro Ramírez Reeves.
- Confidencias de un Espejo

Radioteatro donde se relataban historias románticas, donde la protagonista relataba su vivencia a su espejo. Al final, el espejo le respondía reflexionando sobre la historia. Fue escrito y dirigido por Christie Brandt (Lucía García). Era nombrado también como El Espejito.
- Hogar, Dulce Hogar

Radioteatro tipo sitcom que llegó desde Radio del Pacífico en 1964, inicialmente como una sección del Carrusel del Aire. Creado y dirigido por Eduardo de Calixto (padre de la cantante y actriz Mónica de Calixto) desde 1944, emitiéndose por 26 años. Transcurría en la pensión del canallesco Celedonio Menares, quien siempre buscaba huir de su esposa, "La Sinforosa", quien administraba el lugar. Otros personajes eran "La Menche", la mucama; el "Maestro Chasquilla" y su esposa; y el amanerado "Tereso". Además de los aprietos de Celedonio, en cada capítulo se comentaba en clave humorística el acontecer diario, incluso los flashes noticiosos que solían interrumpir el programa. Contó con las voces de Marta Charlín, Memé Donoso, Iris del Valle, Carmen Aguirre, Greta Nielsen, Fernando Hume, Elías Gómez, entre otros, además del mismo Eduardo de Calixto. En sus últimos capítulos realizados en 1984, los libretos fueron escritos por la hija de su creador, Marcela de Calixto (que también interpetaba a la "Sinforosa") y presentados por el locutor Darío Cruzat.
- Residencial La Pichanga

Fue un radioteatro humorístico creado en 1955 por César Enrique Rossel e históricamente dirigido por Pepe Harold y el periodista deportivo Octavio Sufán Espejo, logró bastante trascendencia, a tal punto que se editó un cómic basado en este durante los '70. Su temática era representar a cada equipo de fútbol del campeonato chileno en un personaje, todos ellos habitantes de una residencial. Al momento de llegar cada uno de ellos, se escuchaba de fondo el himno de su equipo, en velocidad normal si este resultaba vencedor en la última fecha o de normal a lento si el equipo perdía. Sus personajes más representativos fueron "Doña Clota" (Delfina Fuentes), la dueña de la residencial, "Chuncho" (Aliro Vega), "Juan Colo Colo" (Guillermo Bruce), "Hermano Ceatoleí" (Héctor Santelices), "Baisano Palestino" (Octavio Sufán) y "Gabito Serena" (Gilberto Guzmán).
- Los Ofensores

Radioteatro nocturno creado por Christie Brandt y Omar Ferrer, emitido a partir de enero de 1969 en el horario de las 22.30, hasta entonces dominado por La tercera oreja de Radio Agricultura. Éste generó gran polémica por lo escabroso de sus historias, las que dramatizaban crímenes de índole sexual verídicos, que no podían ser interpretados por El espejo. Se emitió hasta 1972, habiendo cambiado su título a Los Extraños durante 1971.

### Deportivos
- Siga la Polla Gol con Portales (1976-1986)

Este programa se transmitía los días domingo desde las 14.30 hasta las 20.30 horas y estaba centrado en seguir todos los partidos del campeonato de Fútbol chileno y el Sistema de Pronósticos Deportivos Polla Gol (durante su primera etapa). Su característica era mezclar una cuidada programación musical, la que era interrumpida por las alarmas de gol desde todos los estadios en línea, a través de una red de comunicaciones tipo "Bus" provista por la empresa Entel Chile. Esta mezcla musical-futbolística permitía que el programa no sólo fuera seguido por los hinchas del fútbol y los apostadores de la Polla Gol, sino que también por personas que gustaban de la selección musical, razón que explicaba su altísima sintonía. Su cortina musical característica era la canción See You in my Drums, del grupo británico The Shadows. Fue conducido por el fallecido periodista Máximo Clavería, en sus inicios en abril de 1976 hasta abril de 1983 con la participación de Juan Francisco Urzúa, Fernando Papadopoulos y Ricardo Carrasco Patiño, quien después sería director de Radio Nacional de Chile. Entre abril de 1983 y diciembre de 1986, su conductor fue el periodista Nelson Bustos Lira.
- El Mago de la Polla Gol en Portales

Era un microprograma conducido por Roberto Jacob Helo, conocido por acertar en reiteradas oportunidades los pronósticos de la Polla Gol, en el que compartía sus pronósticos deportivos. Jacob Helo ostenta hasta hoy el récord de ser quién más veces ganó la categoría máxima de este juego de azar. Su fama era tal que cientos de personas asistían a sus asesorías gratis en diversas ciudades del país.
- Estadio en Portales (1988-2004, 2008-presente)

Debutó en febrero de 1988 y su nombre se basó en la histórica revista deportiva Estadio, y sus eslóganes fueron Estadio en Portales Pilsener Cristal, a micrófono abierto, Somos el equipo con más cancha y Estadio en Portales, la revista deportiva radial. En este programa deportivo han desfilado muchos de los más connotados relatores, comentaristas y periodistas deportivos chilenos.
En los años '90, en su época de gloria (primera sintonía deportiva y hasta auspiciadores en lista de espera para ingresar a patrocinar el programa) Estadio en Portales convivía con diversos cuestionamientos en cuanto a su proceder periodístico (transmisiones desde los estadios "a micrófono abierto" cuando en realidad lo veían por televisión, corresponsales falsos, encerronas para enemistar a dirigentes y futbolistas entre sí con el afán de crear noticias falsas y la presencia del fallecido ex dirigente de Colo Colo Jorge Vergara Núñez como director comercial, fueron parte de las acusaciones hechas contra el programa).
Uno de sus principales comentaristas en esa época, el fallecido Max Walter Kautz, tras un paso por Radio Carrera en 1994 con el programa Dale Deporte, junto a Claudio Palma, Jorge Vilches, Juan Espinoza Cataldo, Andrés Muñoz, Fernando Cerda, entre otros y Radio Colo Colo en 1995 con Esteban Lob y Máximo Clavería fue contratado por Radio Chilena en 1997 para ser comentarista del programa La Chispa del Deporte y luego, no fue contratado por ninguna otra emisora hasta 2003 cuando volvió a ser llamado por Radio Nacional de Chile para ser comentarista de Más Deporte, donde estuvo entre 1983 y 1987.
Este programa deportivo se transmite diariamente en su edición de estudios y los fines de semana desde las canchas. En marzo de 2025, Estadio en Portales cumplió 37 años al aire, transformándose en uno de los programas deportivos de la radiotelefonía chilena con más trayectoria del país. Cuenta con más de 16 profesionales dirigidos por Carlos Alberto Bravo Espinoza, experimentado periodista y relator deportivo chileno de fútbol en radio y televisión (Atalaya Deportiva, Radio Panamericana; Acción Deportiva, Radio Bulnes; La Chispa del Deporte, Radio Chilena; Deporte Total, Radio Minería; La Sintonía Azul, Radio Santiago; Sintonía Deportiva, Sintonía FM y Radio Usach; Show de Goles, UCV TV, Chilevisión y CDF).

### Festival de Viña del Mar (1977-1987)
Radio Portales fue la radio oficial del Festival de Viña del Mar, desde 1977 hasta 1987, consolidándola como primera sintonía que ostentaba entonces en el país. En febrero, la mayoría de sus programas se centraban en el Festival y se realizaban en conjunto con Radio Portales de Valparaíso; eran emitidos desde lugares en Viña del Mar, principalmente desde la Pérgola del Hotel O'Higgins.
El evento en sí era transmitido en directo para todo el país a través de la red "Unidos para Unir a Chile", y era conducido por el fallecido locutor Patricio Varela, quien relataba las distintas instancias que se presentaban en el escenario, con audio independiente al de las transmisiones televisivas. Este significó, por ejemplo, que en febrero de 1984 la radio entregara la presentación completa del humorista Hermógenes Conache, mientras era censurado por Televisión Nacional.
Los programas más recordados que reforzaban al festival eran Portaleando la Mañana y Portaleando la Tarde, que se realizaban en conjunto las radios Portales de Santiago y Valparaíso, desde las 8:30 horas en adelante. A las 12:30 horas, realizaban el programa El almuerzo con los artistas y al finalizar cada jornada de festival, salía al aire A micrófono abierto, donde el equipo de ambas Portales entrevistaban a los artistas.

### Programas especiales por el 50° aniversario (junio 2010-diciembre 2012)
En junio de 2010, Radio Portales de Santiago (al igual que la de Valparaíso) cumplió 50 años en el aire. La celebración de este aniversario se realizó en la programación del domingo 6 de junio de 2010, desde las 9:00 hasta las 19:00, con la conducción de Carlos Bencini y Sergio Oyarzún, en donde se repasaron momentos históricos de la radio y se entrevistaron a distintas figuras vinculadas a la emisora.
Sin embargo, lo más destacable se dio con una serie de cápsulas (microprogramas) denominadas Minutos de Oro y  La Bitácora de Portales. Ambos programas fueron preparados por el periodista Andrés Huerta Villarroel, quien realizó una importante investigación de los audios guardados por años en una bodega, además de recolectar material equivalente proporcionado por antiguos trabajadores y amigos de la emisora. Así se logró recuperar algunas grabaciones de radioteatros, como Lo Que Cuenta el Viento y Hogar, dulce hogar, extractos de otros, como Portaleando la Tarde, programas aniversarios, notas y entrevistas a figuras destacadas, nacionales y extranjeros. También se recuperaron algunas cuñas históricas, marcas radiales y comerciales históricos.
Aprovechando la ocasión de este aniversario, Andrés Huerta realizó asimismo varias entrevistas a figuras del mundo radial vinculadas a la historia de la emisora, gracias a las cuales se ha logrado ir reconstruyendo la historia de Radio Portales.
La Bitácora de Portales, cerró su primera temporada el sábado 18 de diciembre de 2010, sin claridad de retorno al aire. En marzo de 2011 se insinuó a través de su sitio web una segunda temporada, que se inició el sábado 4 de abril de ese año. En 2012, el programa tuvo su tercera y última temporada.

## Otros aspectos

### Red Unidos para Unir a Chile (1978-2009)
Para cubrir los hechos noticiosos de todo el territorio nacional chileno, Radio Portales contó con una cadena de radioemisoras asociadas denominada Red "Unidos para Unir a Chile". A mediados de los ochenta, la red fue conformada por radios: Arica (Arica), Almirante Lynch (Iquique), La Portada (Antofagasta), Calama (Calama), Aniversario FM (Copiapó), Riquelme (Coquimbo), Portales (Valparaíso), Portales (Santiago), Corporación (Santiago), Manantial (Talagante), Nueva O'Higgins (Rancagua), Libertad (Curicó), Lautaro y Amiga (Talca), Soberanía (Linares), Maule AM (Cauquenes, conectada por el aire), Doña Isabel Riquelme (Chillán), Bío Bío (Concepción), El Carbón (Lota), La Frontera (Temuco), Pilmaiquén (Valdivia), Sago (Osorno), Reloncaví (Puerto Montt), Patagonia Chilena (Coyhaique), Tierra del Fuego (Porvenir), Polar (Punta Arenas), y más de una veintena de emisoras conectadas por el aire.
Esta red se conectaba para la emisión de los programas informativos (Buenos Días Chile con Portales/Buenas Tardes Chile con Portales/Buenas Noches Chile con Portales/La Revista de Portales) y los programas deportivos.
Posteriormente la red se fue desarticulando, debido varias circunstancias, como la desaparición de varias de las emisoras que la componían. Durante 2009, esta red quedó conformada principalmente al grupo de radios Corporación, la que se fue conformando en muchos casos con las radios que inicialmente eran filiales de Portales. Finalmente, a partir de diciembre de 2009, en Radio Portales de Santiago se deja de nombrar la red "Unidos para Unir a Chile".
A inicios de 2010 y bajo la nueva administración de Ahumada Medios y Cía. Ltda., Radios Portales de Santiago y Valparaíso conforman una nueva red de emisoras, separándose de la formada por las radios Corporación. Esta red se mantiene al día de hoy, y se mencionan tanto en las emisiones de La Revista de Portales como de Estadio en Portales.
Listado de emisoras asociadas a Radio Portales (actualizada en agosto de 2019):
- Pukará de Arica
- Centro de Antofagasta
- Candelaria Radio de Copiapó, Tierra Amarilla, Caldera, Loros, Valle de Copiapó, Carrizalillo y Chañaral
- Alternativa FM de Huasco y Caldera
- Portales de Valparaíso y Viña del Mar
- Ancoa FM de Linares
- Interamericana de Concepción (AM)
- Andalién FM de Concepción (FM)
- Energía FM de San Pedro de la Paz
- Nueva Aurora de Los Ángeles
- Génesis FM de Curacautín
- Ritmo FM de Lanco
- Sago de Osorno y Puerto Montt

### Enlace digital para exteriores y medios asociados
En mayo de 2016 se implementó un enlace digital para las transmisiones de Estadio en Portales desde las canchas, sistema que luego se extendió para permitir el enlace desde las radios asociadas.  Esto les permite retransmitir algunos contenidos de Santiago, como son La revista de Portales y Estadio en Portales, sin tener que utilizar la señal online de la emisora.
Las radios que actualmente lo utilizan son: Portales de Valparaíso, Andalién de Concepción, Centro de Antofagasta, Pukará de Arica, y Alternativa de Huasco. A estas radios, se les une la red de medios regionales Medios Unidos, la cual consta de una treintena de emisoras regionales, a las cuales también se les entrega la señal de Radio Portales.

### Toque de gong y otras marcas
Como otras radios chilenas, Portales mantiene ciertas marcas características en sus transmisiones.
Toque de gong o señal de intervalo: Para los auditores se ha hecho costumbre escuchar el toque de gong con que Radio Portales llama a conectarse a su señal a las otras emisoras que conforman su red informativa. Esta es una marca distintiva de la radio que se ha mantenido por muchos años. Su versión puede ser escuchada en YouTube. Hay una segunda versión más corta y aguda, con secuencia de notas distinta, que marcaba el paso de la información a comerciales y viceversa. Eso permitía a las estaciones que enlazaban a Santiago con las noticias, desconectarse para emitir su propia tanda comercial.
Marcha inicial de noticias: La marcha inicial con que parte la transmisión de los noticieros más importantes (antes, Buenos días, Chile con Portales, después, La revista de Portales) es la versión de Leroy Anderson de la marcha «76 trombones» («Seventy-six Trombones»), compuesta por Meredith Willson y que forma parte del musical de 1957 The Music Man, que se transformaría en una exitosa película en 1962. Según una entrevista de Andrés Huerta en La bitácora en Portales, a su lector de noticias histórico, Gerardo Jorquera, el uso de este tema se inspiró en otro programa noticioso antiguo que lo ocupaba como cortina: El semáforo de Radio del Pacífico.
El tema también se encuentra en YouTube.

## Eslóganes
- 1960-presente: Radio Portales, la primera de Chile
- 1970: Portales, primera en la noticia
- 1979: Portales, primera sintonía nacional y su gran cadena, Unidos para unir a Chile
- 1980: Radio Portales, la primera AM de Chile
- 1983: Radio Portales, la primera de Chile, lejos desde hace 20 años
- 1986-1999: Radio Portales AM Stereo, la primera de Chile
- Marzo 2011-presente: Radio Portales, en tu corazón, la primera de Chile
- 2017-Marzo 2018: Radio Portales-Señal 2: En internet, ¡También somos la Primera de Chile!
- 2018-2019: Radio Portales-Señal 2: La Primera de Chile, ¡Uniendo al país de Norte a Sur!
- 2018-2019: Portales Digital: La Primera de Chile, ¡Uniendo al país de Norte a Sur, y generando opinión!

## Otros destacados
Edmundo Garay Páez, periodista, escritor. Trabajó en Radio Portales (en Agustinas), entre 1964 y 1967, llevado por Raúl González Alfaro, siendo, primero, redactor de los noticieros horarios (el informativo Prolene) en horas vespertinas. Siendo también escritor de radioteatros, Antonio Castillo lo invitó (y contrató) para participar en la serie Tres novelas de amor y una historia extra cada día, donde Edmundo Garay quedó a cargo de la mayoría de los libretos de la "historia extra cada día". Luego, al iniciarse Radio Sargento Candelaria (filial de Portales), fue enviado como jefe de prensa de dicha emisora, donde estuvo hasta 1968, presentando los noticieros Gin Gilbeys London Dry (cada media hora) y el resumen policial diario junto al reconocido locutor Juan Carlos Meneses, programa llamado Círculo rojo. fecha en que pasó a trabajar como reportero policial en Radio Minería. En 1969 Garay se instaló en España. Recientemente se integró como entrevistado Jorge Rozas, acabado conocedor del fútbol chileno y especialista en tipo de cambio

## Logotipos
- 1957-1960: Se identifica el texto Radio Portales, sobre un globo terráqueo con una antena.
- 1960-1978: Letra P mayúscula de color rojo.
- 1978-1985: Letra P mayúscula de color blanco, con un micrófono alámbrico destacado sobre la letra P en un fondo de color gris. Alternativamente, la leyenda RADIO PORTALES al costado derecho o debajo del logo.
- 1985-actual: Letra P mayúscula de color rojo y forma redondeada, con un micrófono alámbrico color blanco sobre la letra P. Alternativamente, la leyenda PORTALES en letras mayúsculas alineada lateralmente sobre el borde izquierdo de la letra P. El logotipo actual fue concebido por la agencia Larrea Diseñadores[19]